# Imperia
Imperia (ligur nyelven Impè-ia vagy Imperia) egy olasz község a Liguria régióban. Imperia megye székhelye.
Imperia  Genova, La Spezia és Savona után Liguria negyedik legnépesebb városa, az agglomerációval együtt több mint   71.000 lakosa van.
A város a Virágok riviéráján (Riviera dei Fiori) fekszik.1923-ban jött létre Mussolini akaratából tizenegy szomszédos község egyesítésével, amelyek közül a két legnagyobb Oneglia és Porto Maurizio.
Imperia több jelentős élelmiszeripari vállalat székhelye, elsősorban a tésztagyártás és az olívaolaj-készítés területén, de újabban igyekszik kihasználni az idegenforgalom által nyújtott lehetőségeket is.
Imperiában az olasz nyelv ligur dialektusát beszélik kis változtatásokkal. Elsősorban az idősek használják az apró városrészekben, ahol még ma is élnek a hagyományok.

## Földrajza

Imperia elhelyezkedése az azonos nevű megyében

### Terület
Imperia két korábban már fennálló város, Oneglia és Porto Maurizio, valamint kilenc másik apró község és az ezekhez tartozó területek fúziójából jött létre, amelyek mind történelmileg, mind földrajzilag nagyban különböznek egymástól.
Oneglia a város kiterjedtebb és jelentősebb része az Impero folyó bal partján, a Piazza Dante köré építkezve, ahonnan a város fontosabb utcái nyílnak. Valaha ez volt a város ipari központja. Oneglia központjának építészetét a piemonti befolyás jellemzi, különösen felfedezhető a torinói Via Roma és Piazza San Carlo hatása.
Porto Maurizio egy tengerbe nyúló földnyelven helyezkedik el, a Caramagna folyó torkolatának bal partján. Jellemzően idegenforgalmi és lakónegyed.

## Története
A település névadója az Impero folyó, amelyik mai nevét a 17-18. században kapta. A folyó a 12. századtól kezdődően Aqua Unelie néven volt ismert. A mai Imperia 1923-ban alakult ki Oneglia és Porto Maurizio települések egyesítésével. Az utóbbi volt a megye székhelye 1860 és 1923 között. A két település közti viszony a történelem során nem volt barátságos. Oneglia a piemonti Savoyaiakat támogatta, míg Porto Maurizio a Genovai Köztársaságot.
Oneglia eredete 965-re vezethető vissza: a szaracénok által elpusztított Castelvecchio utódja. Később az albengai püspök birtoka volt, majd 1298-ban a Doria család szerezte meg. 1576-ban a Savoyai-ház birtoka lett. 1614-ben rövid időre spanyol fennhatóság alá került. 1792-ben a Genovai Köztársasághoz került, majd 1815-ben ismét a Szárd-Piemonti Királyság része lett.
Porto Maurizio ókori alapítású település, a ligurok egyik fontos központja volt. Később a rómaiak szerezték meg, majd 1229-ben a Genovai Köztársaság fennhatósága alá került. 1815-ben a Szárd-Piemonti Királyság része lett.

## Látnivalók

### Egyházi épületek
Porto Maurizióban
- Szent Mór-székesegyház
- Klarissza rendi rendház
- Oratorio di San Pietro
- Oratorio di Santa Caterina
- Santuario di Santa Croce
- Immacolata templom
- Szent Leonárd szülőháza
- S.Maria Maddalena templom
- San Giuseppe templom

Onegliában
- Santa Maria Maggiore templom
- S.Camillo templom
- San Biagio templom
- San Sebastiano templom
- San Luca templom
- Sacra Famiglia templom

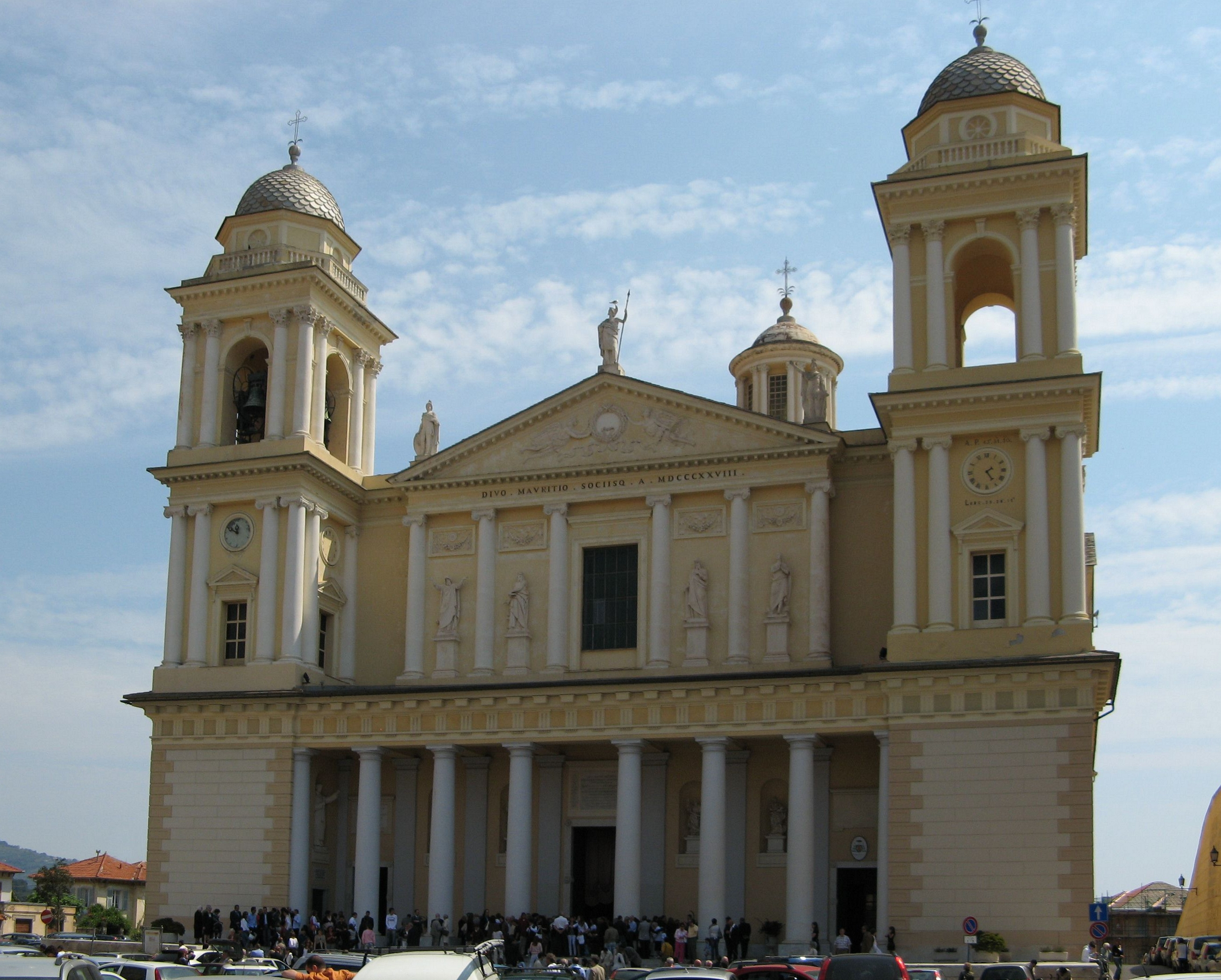
A dóm Porto Maurizióban
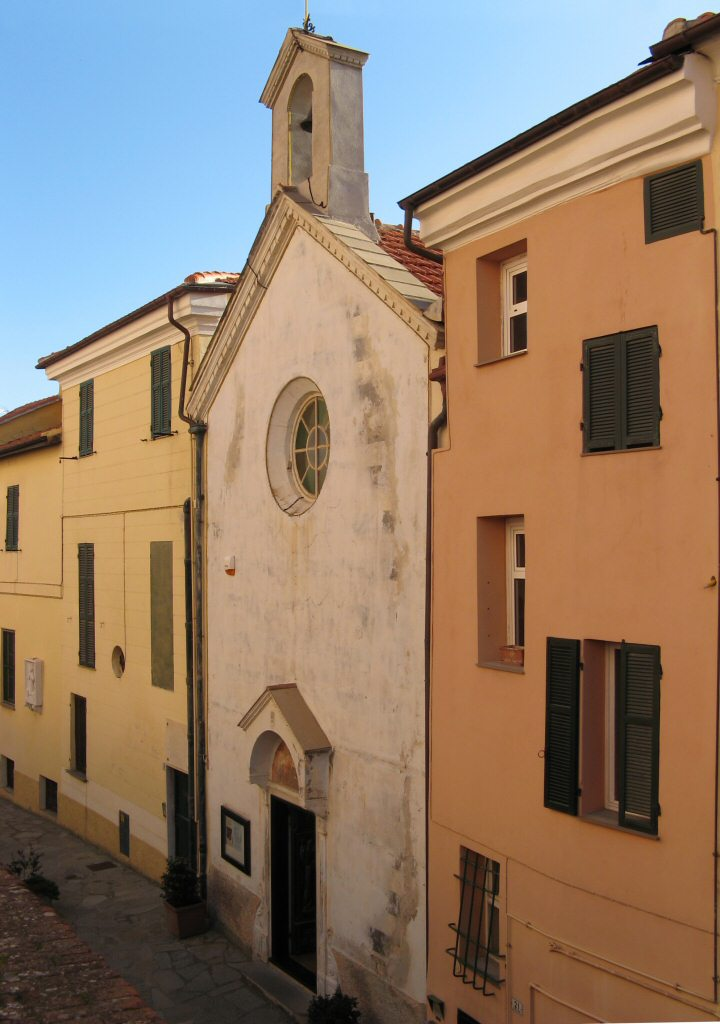
Szent Leonárd szülőháza

### Polgári épületek
Porto Maurizióban
- Palazzo Lercari-Pagliari
- Palazzo Lavagna
- Palazzo Strafforello
- Villa Faravelli
- Villa Varese
- Teatro Cavour

Onegliában
- Palazzo Doria
- Villa Grock
- Casa Rossa

### Műemlékek
- Giuseppe Garibaldi bronzszobra
- bronz műemlék a Horn-fok meghódítóinak
- Edmondo De Amicis szobra. A Szív című könyv szerzőjének műemlékéhez valamennyi olasz kisdiák hozzájárult 10 centtel.

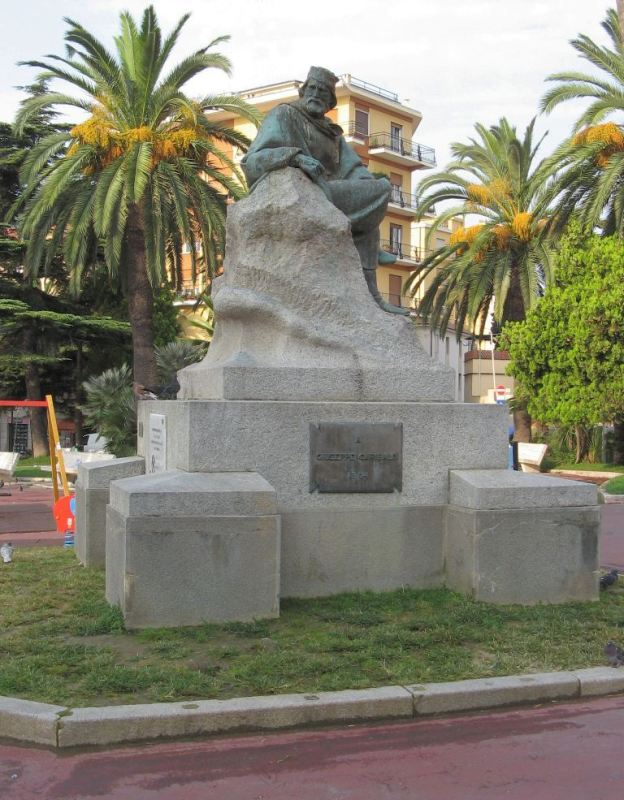
Giuseppe Garibaldi szobra
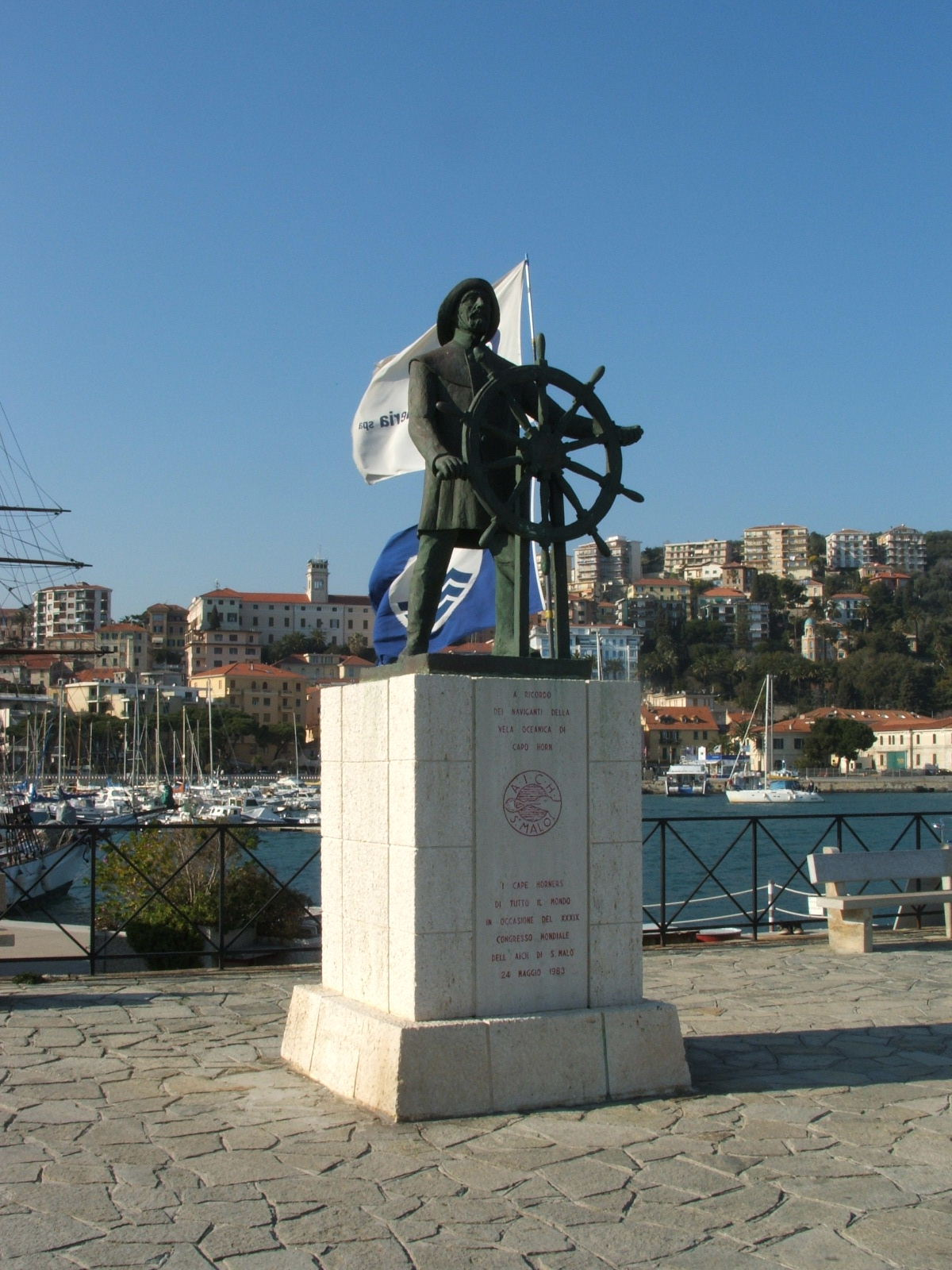
A Horn-fok hajósainak emlékműve
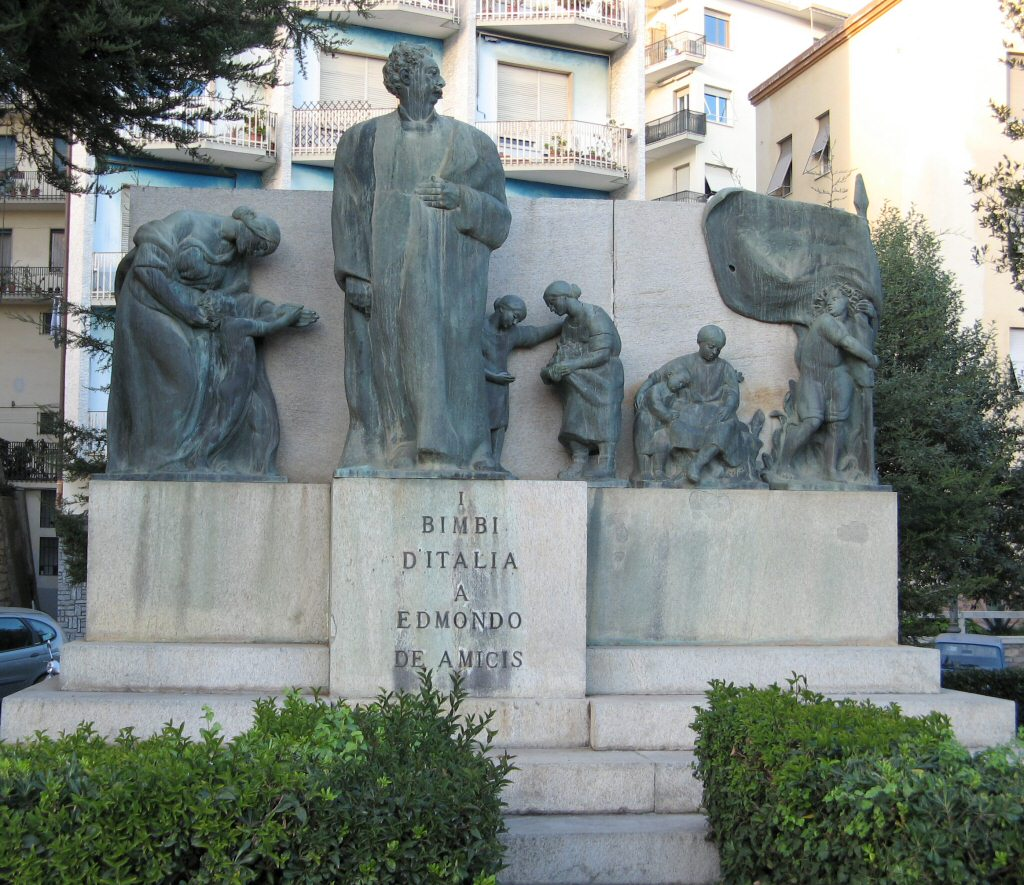
Edmondo De Amicis szobra

## Gazdasága
A településen jelentős olajbogyó-termesztés zajlik, az ipar is ehhez kötődik. Továbbá jelentős a virágkertészet. Az iparágak közül a legjelentősebb a hajógyártás, hajójavítás, de jelentős a gyógyszer- és parfümipar is.

## Közlekedés
Az A10-es autópálya mentén fekszik, amely a francia határtól Savonáig halad.  
A Genova-Ventimiglia vasút egyik állomása.

## Testvérvárosok
- Rosario, Argentína
- Friedrichshafen, Németország
- Newport, Amerikai Egyesült Államok, Rhode Island

## Fordítás
- Ez a szócikk részben vagy egészben  az   Imperia című olasz Wikipédia-szócikk fordításán alapul.  Az eredeti cikk szerkesztőit annak laptörténete sorolja fel. Ez a jelzés csupán a megfogalmazás eredetét és a szerzői jogokat jelzi, nem szolgál a cikkben szereplő információk forrásmegjelöléseként.